# The Van Pelt
I The Van Pelt sono un gruppo musicale alternative rock statunitense attivo soprattutto nella seconda metà degli anni novanta.

## Storia
La band nasce a New York nel 1993 su iniziativa del chitarrista Chris Leo, dopo lo scioglimento del suo precedente gruppo Native Nod, il cui repertorio è stato pubblicato postumo nell'album Today puberty tomorrow the world (Germ Bladsten Records). Assieme a lui completano il gruppo Brian Maryanski (chitarra), Sean Green (basso) e Neil O'Brian (batteria).
Nel 1996 il gruppo pubblica il suo disco d'esordio per la Gern Blandsten Records Stealing from Our Favorite Thieves, un disco di pop obliquo con sonorità che ricordano quelle dei Sonic Youth più accessibili. Dell'anno seguente è invece Sultans of Sentiment disco più sperimentale e personale considerato fra i migliori dell'indie rock americano anni novanta.
Dopo il secondo disco il gruppo si è sciolto e il leader Chris Leo ha formato i Lapse assieme alla bassista Toko Yasuda e al batterista David Leto. Nel 2009 il gruppo si è riunito per due concerti, uno il 20 giugno al Blackcat di Washington, assieme ai Frodus, e uno il 21 giugno al Kung Fu Necktie di Filadelfia.

## Formazione

### Formazione attuale
- Chris Leo - voce e chitarra
- Brian Maryansky - chitarra
- Toko Yasuda - basso
- Neil O'Brian - batteria

### Ex componenti
- Sean Green - basso

## Discografia

### Album studio
- 1996 - Stealing from Our Favorite Thieves
- 1997 - Sultans of Sentiment

### Split
- 1994 - Split 7" with Radio To Saturn
- 1995 - Split 7" with Young Pioneers
- Split 7" with Chisel